# Bono (Italia)
Bono (Bono in sardo) è un comune italiano di 3 247 abitanti della città metropolitana di Sassari, situato nella regione storica del Goceano.

## Geografia fisica

### Territorio

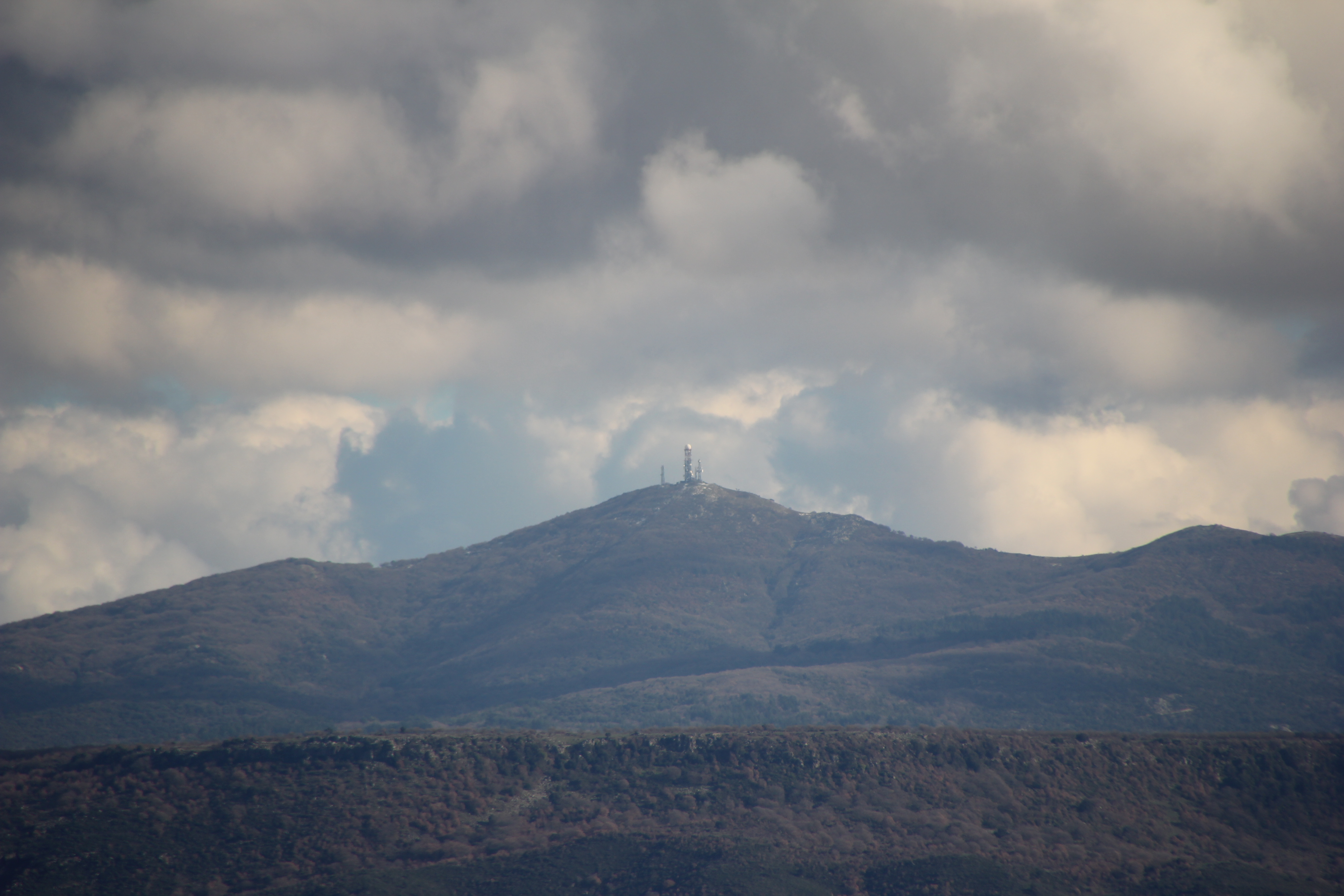
Monte Rasu

Bono sorge a 540 m al di sopra del livello del mare, ai piedi del monte Rasu. Abitato fin dall'epoca preistorica, il suo territorio è caratterizzato da una grande varietà di paesaggi, in un continuo alternarsi di pianure, colline e montagne, e si estende dalla valle del Tirso fino alla cima di monte Rasu la cui vetta, "Sa Punta Manna", raggiunge i 1259 metri s.l.m.
Di notevole importanza naturalistica è la località di "Sos Nibberos", posta alle pendici nord-ovest del monte Rasu, che tra l'altro comprende la foresta di Taxus baccata più grande d'Italia, dichiarata monumento naturale; alcuni esemplari millenari raggiungono i 16 metri d'altezza ed hanno un diametro superiore al metro. A poca distanza dal paese si trovano monte Pisanu e l'area di sosta "Sa Puntighedda".
Presso l'ex-caserma del Corpo forestale di monte Pisanu, a 861 metri d'altezza, sono state impiantate diverse specie arboree quali il cedro atlantico, la roverella, le tuie giganti; tra esse emerge un notevole esemplare di abete bianco.
La maggior parte del territorio di Bono per rilevante interesse naturalistico, è protetto e salvaguardato dalla intensa attività svolta dal Corpo forestale e di vigilanza ambientale e dell'Ente foreste della Sardegna ed è frequentato da molti turisti attratti anche dalla presenza di numerosi laghetti

## Storia

### Origini
Il territorio di Bono è abitato dall'uomo sin dall'età nuragica come testimoniato dai numerosi nuraghi sparsi nel territorio.

### Età Giudicale
Durante il medioevo Bono apparteneva al giudicato di Torres e precisamente alla curatoria del Goceano con Bottidda, Burgos, Anela, Esporlatu, Bultei e Benetutti. Nei primi decenni del XII secolo l'isola si arricchì di chiese, monasteri e castelli. Anche Bono ebbe la nuova chiesa, in stile romanico pisano, oggi parrocchia di San Michele Arcangelo, il suo convento, uno dei più antichi della Sardegna, a Monte Rasu e a pochi chilometri di distanza il Castello del Goceano.

### Età Moderna
Sotto la dominazione spagnola Bono seguì la sorte del resto della Sardegna: spopolamento e depressione economica; ma, nel 1721, dopo la cessione del Regno di Sardegna ai Savoia, la situazione migliorò con un notevole incremento dell'attività agricola. Nel 1796, in seguito alla partecipazione ai moti antifeudali di Giovanni Maria Angioy, nativo del luogo, il centro venne attaccato dalle truppe piemontesi che dopo averlo bombardato lo conquistarono. I bonesi aspettarono i soldati sulla via del ritorno, li attaccarono e ne fecero prigionieri alcuni. Agli inizi del secolo scorso per qualche anno il paese fu capoluogo di provincia, poi venne inserito nella provincia di Sassari, sebbene tutt'oggi mantenga maggiori rapporti culturali ed economici con quella di Nuoro.

### Simboli
Lo stemma del comune di Bono è stato concesso con decreto del presidente della Repubblica del 13 maggio 2003.
Il gonfalone municipale è un drappo partito di verde e di bianco.

## Monumenti e luoghi d'interesse

### Architetture religiose
- Chiesa di San Michele Arcangelo
- Chiesa di San Raimondo Nonnato
- Chiesa di Sant'Antonio Abate
- Chiesa di Santa Caterina Vergine
- Chiesa di Sant'Efisio Martire Guerriero
- Chiesa di San Giovanni Battista

## Società

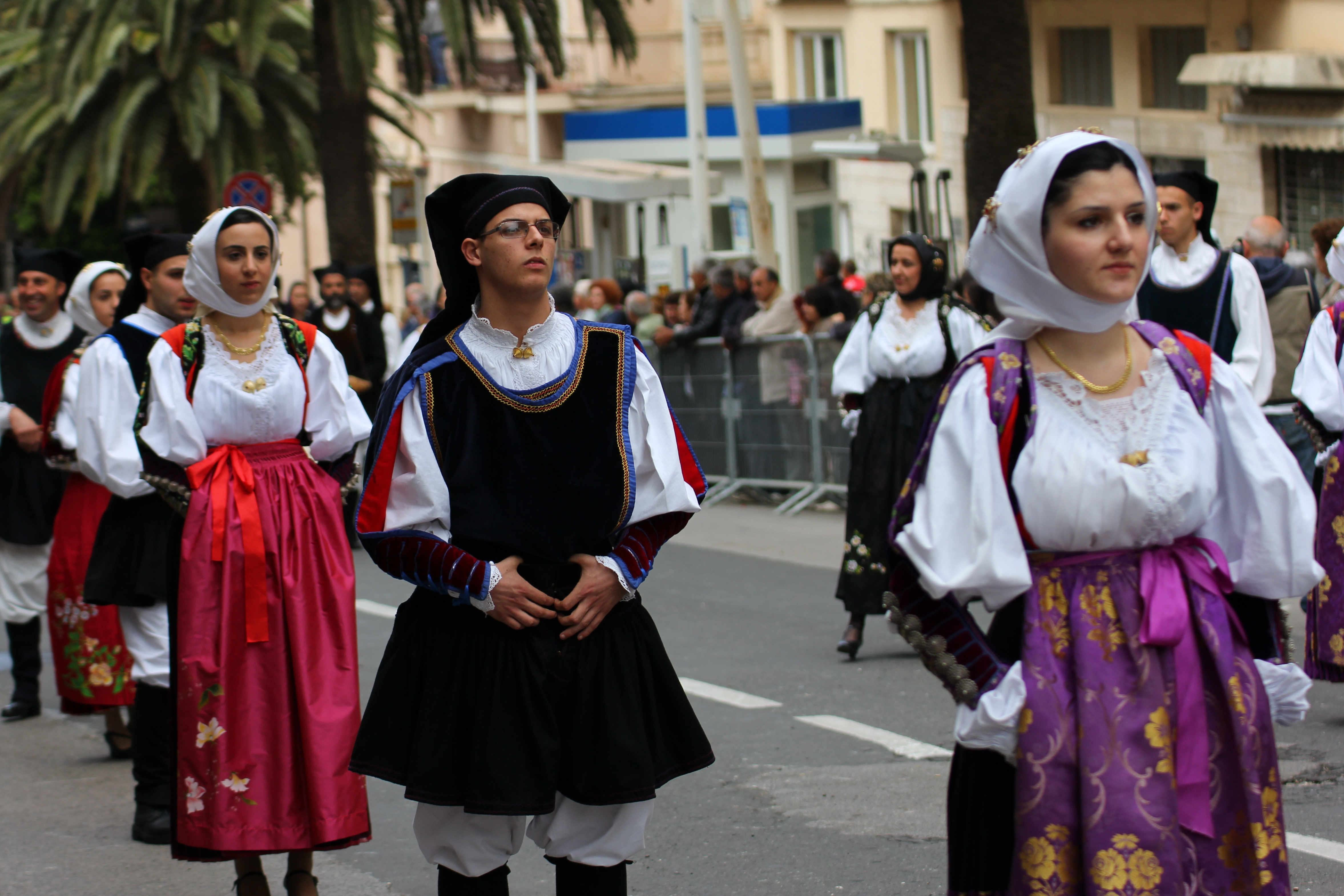
Costume tradizionale

### Evoluzione demografica
Abitanti censiti

### Lingue e dialetti
La variante del sardo parlata a Bono è quella logudorese centrale o comune.

## Economia
Bono è considerato il Capoluogo del Goceano.
L'economia locale è soprattutto di tipo agro-pastorale sebbene sia discreta anche la presenza dell'artigianato rappresentato dalla lavorazione del ferro e del legno e della tessitura e panificazione. Nel paese sono presenti i principali servizi di pubblica utilità: la sede della Comunità montana "Goceano", un ufficio regionale ERSAT e quelli dell'ispettorato agrario, della Compagnia dei carabinieri e del Corpo forestale di vigilanza ambientale.

## Amministrazione
| Periodo        | Periodo        | Primo cittadino           | Partito                                 | Carica  | Note   |
| -------------- | -------------- | ------------------------- | --------------------------------------- | ------- | ------ |
| 6 giugno 1993  | 27 aprile 1997 | Cesare Nurra              | DC                                      | Sindaco | [ 7 ]  |
| 27 aprile 1997 | 13 maggio 2001 | Mariano Marteddu          | liste civiche di centro-sinistra        | Sindaco | [ 8 ]  |
| 26 maggio 2002 | 27 maggio 2007 | Giuseppe Pietrino Molotzu | lista civica                            | Sindaco | [ 9 ]  |
| 27 maggio 2007 | 10 giugno 2012 | Giuseppe Pietrino Molotzu | lista civica                            | Sindaco | [ 10 ] |
| 10 giugno 2012 | 11 giugno 2017 | Michela Sau               | lista civica "Rinnovamento e Rinascita" | Sindaco | [ 11 ] |
| 11 giugno 2017 | 13 giugno 2022 | Elio Mulas                | lista civica "Impegno per Bono"         | Sindaco | [ 12 ] |
| 13 giugno 2022 | in carica      | Michele Solinas           | lista civica "Rinnovamento e rinascita" | Sindaco | [ 13 ] |